# Morrisgambiet
Het Morrisgambiet is in de opening van een schaakpartij een variant in de gesloten spelen en het heeft de beginzetten 1.d4 d5 2.Lf4 c5 3.e4 met de Eco-code D 00.
Externe link
- (en) Partijen www.chessgames.com